# Polyphia
Polyphia es una banda instrumental estadounidense de rock progresivo formado en Plano, Texas en 2010. Originalmente conocido por sus versiones de canciones sin autor en guitarra clásica, el grupo se hizo popular por sus instrumentos complejos y fragmentados, principalmente en guitarra eléctrica, y por sus referencias a la cultura pop estadounidense y, recientemente, al cristianismo, a menudo usando de símbolos religiosos en vídeos musicales.
El grupo fue fundado por los guitarristas Scott LePage y Tim Henson cuando eran adolescentes y luego fue completado por el bajista Clay Gober y el baterista Clay Aeschliman. Ambos guitarristas son responsables de la mayor parte de la producción y composición de las canciones.

## Historia
Polyphia se formó en 2010 y logró el éxito general por primera vez después de que la interpretación en guitarra de "Impassion", de su EP Inspire, se volviera viral en YouTube. Desde entonces, la popularidad de la banda ha crecido y han compartido escenario con artistas de metalcore progresivo como Periphery, Between the Buried and Me y August Burns Red.
La banda ha declarado que sus influencias provienen de artistas de todos los géneros. El grupo comenzó con un estilo más pesado orientado al shred, pero desde entonces ha creado un sonido más centrado en la melódica. Al describir el álbum Muse, el guitarrista Tim Henson dice que la inspiración principal provino de la música pop y rap.
En septiembre de 2022, Polyphia lanzó el sencillo "Ego Death", el cuarto álbum Remember That You Will Die. El lanzamiento estuvo acompañado de un video, en ambos aparece el virtuoso de la guitarra Steve Vai. Recuerda que morirás se estrenó el 28 de octubre de 2022 e incluye apariciones especiales de Sophia Black, Brasstracks, Snot, Chino Moreno y el mencionado Vai. La banda ha anunciado una gira europea de 15 fechas para promocionarla.
Polyphia lanzó su primer álbum en vivo, Live at the Factory en Deep Ellum, el 24 de noviembre de 2023. El álbum de 16 pistas fue grabado el 14 de abril, durante la gira Remember That You Will Die en Factory en Dallas, Texas.

## Influencias y estilo musical
Aunque originalmente era conocida por sus versiones instrumentales de canciones clásicas para guitarra, como los conciertos de Johann Sebastian Bach, la banda solo logró un éxito significativo después de que una de sus canciones originales se volvió viral. El primer álbum de la banda Muse, así como Inspire, presentan influencias de metal más progresivo en comparación con sus otros lanzamientos más recientes. Esto los asoció con el movimiento djent, aunque característicamente menos pesado y más basado en melodías que sus pares. Su segundo álbum de estudio, Renaissance, vio a la banda alejarse aún más del metal hacia un sonido más progresivo con influencia del math rock. También comenzaron a mezclar elementos de EDM, funk y hip hop, con el sencillo "LIT", un remix de "Light", la segunda pista de Renaissance. Este sonido se desarrolló con el lanzamiento de un segundo EP, The Most Hated, y un tercer LP, New Levels New Devils, que contó con la producción de los productores de hip hop y EDM Judge y Y2K.

## Miembros
| Miembros actuales - Tim Henson – Guitarra (2010–presente) - Scott LePage – Guitarra (2010–presente) - Clay Gober – Bajo (2012–presente) - Clay Aeschliman – Batería (2016–presente) | Miembros anteriores - Brandon Burkhalter – Batería (2010) - Lane Duskin – Voz principal (2010–2012) - Randy Methe – Batería (2014–2015) |

## Discografía
Álbumes de estudio
- Muse (2014)
- Renaissance (2016)
- New Levels New Devils  (2018)
- Remember That You Will Die  (2022)

Álbumes en vivo
- Live at the Factory in Deep Ellum (2023)

Sencillos
- "Envision" (con Rick Graham) (2013)
- "LIT" (2017)
- "G.O.A.T" (2018)
- "O.D." (2018)
- "Yas" (con Mario Camarena y Erick Hansel) (2018)
- "Look but Don't Touch" (con Lewis Grant) (2019)
- "Inferno" (2019)
- "Brand New Day" (con Babymetal, Metal Galaxy) (2019)
- "Playing God" (2022)
- "Neurotica" (2022)
- "ABC" (con Sophia Black) (2022)